# Rothau
Rothau est une commune française du département du Bas-Rhin, en région Grand Est.
Cette commune se trouve dans la région historique et culturelle d'Alsace.
Située en rive droite de la vallée de la Bruche, dans le vallon de la Rothaine, à proximité de Schirmeck, dans l'ancien comté du Ban de la Roche, Rothau garde l'allure d'une petite ville qui a connu une forte activité industrielle, d'abord centrée sur les mines de fer et les forges, puis sur le tissage et les filatures.

## Géographie

### Localisation
Située dans la vallée de la Bruche, Rothau forme avec La Broque (incluant les annexes Vipucelle et La Claquette) et Schirmeck une agglomération de plus de 5 000 habitants.
Rothau se situe exactement au centre de la communauté de communes de la haute vallée de la Bruche.
Rothau est l'unique des anciennes annexes du Ban de la Roche à avoir aujourd'hui une population supérieure à 1 000 habitants. Des localités incluses dans les anciens cantons de canton de Saales et de Schirmeck réunis, ce qui fait ainsi 23 communes, Rothau est la quatrième en nombre d'habitants, derrière La Broque, Schirmeck et Wisches.
Si Rothau subit aujourd'hui une légère baisse de sa population, la fermeture de l'usine textile Steinheil, en 2005, en est la principale cause. Cette structure, implantée dans la commune durant plus d'un siècle, était une source d'emploi importante dans la vallée de la Bruche.
Sa surface inclut la rive Est de la Bruche. L'agglomération se situe de part et d'autre de la Rothaine, mais le reste du territoire continue de s'étendre au Sud de cette rivière, et s'arrête avant d'atteindre les vallées de Solbach et de Wildersbach. Comme dit plus haut, Rothau est une ville centrale, avec systématiquement un village à proximité, quel que soit son azimut. Cela rend son territoire très limité.
Pour résumer, à l'échelle locale, Rothau a une population élevée pour une superficie qui n'est pas des plus grandes de la vallée. Cela classe cette commune comme la plus dense de ses environs (à l'échelle du canton de Mutzig, elle est derrière Mutzig et Villé). 

### Communes limitrophes
| La Broque          | Schirmeck, Barembach | Barembach, Natzwiller |
| La Broque          | Rothau               | Wildersbach           |
| La Broque, Solbach | Solbach              | Wildersbach           |

### Hydrographie
La commune est dans le bassin versant du Rhin au sein du bassin Rhin-Meuse. Elle est drainée par la Bruche et le ruisseau la Rothaine,.
La Bruche, d'une longueur de 77 km, prend sa source dans la commune de Urbeis et se jette  dans l'Ill à Strasbourg, après avoir traversé 37 communes. 

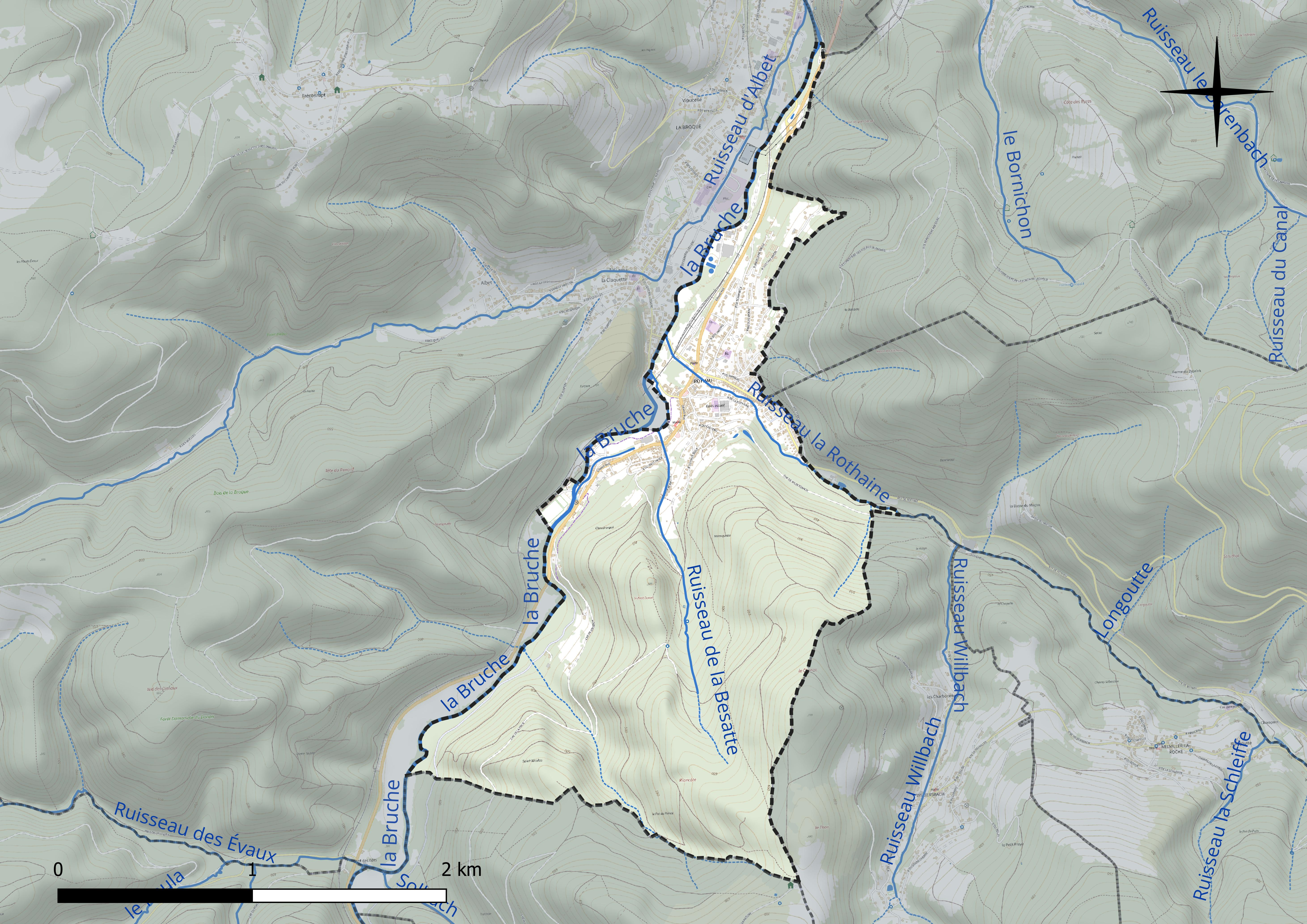
Réseau hydrographique de Rothau.

### Climat
Pour des articles plus généraux, voir Climat du Grand Est et Climat du Bas-Rhin.
En 2010, le climat de la commune est de type climat de montagne, selon une étude du Centre national de la recherche scientifique s'appuyant sur une série de données couvrant la période 1971-2000. En 2020, Météo-France publie une typologie des climats de la France métropolitaine dans laquelle la commune est exposée à un climat semi-continental et est dans la région climatique  Vosges, caractérisée par une pluviométrie très élevée (1 500 à 2 000 mm/an) en toutes saisons et un hiver rude (moins de 1 °C). 
Pour la période 1971-2000, la température annuelle moyenne est de 9,7 °C, avec une amplitude thermique annuelle de 16,9 °C. Le cumul annuel moyen de précipitations est de 1 006 mm, avec 11,5 jours de précipitations en janvier et 11 jours en juillet. Pour la période 1991-2020, la température moyenne annuelle observée sur la station météorologique de Météo-France la plus proche, « Belmont », sur la commune de Belmont à 5 km à vol d'oiseau, est de 7,0 °C et le cumul annuel moyen de précipitations est de 1 341,9 mm. 
La température maximale relevée sur cette station est de 30,9 °C, atteinte le 5 juillet 2015 ; la température minimale est de −20,3 °C, atteinte le 20 décembre 2009,,. 
Les paramètres climatiques de la commune ont été estimés pour le milieu du siècle (2041-2070) selon différents scénarios d'émission de gaz à effet de serre à partir des nouvelles projections climatiques de référence DRIAS-2020. Ils sont consultables sur un site dédié publié par Météo-France en novembre 2022.

## Urbanisme

### Typologie
Au 1er janvier 2024, Rothau est catégorisée petite ville, selon la nouvelle grille communale de densité à sept niveaux définie par l'Insee en 2022.
Elle appartient à l'unité urbaine de la Broque, une agglomération intra-départementale regroupant huit  communes, dont elle est ville-centre,,. La commune est en outre hors attraction des villes,.

### Occupation des sols
L'occupation des sols de la commune, telle qu'elle ressort de la base de données européenne d’occupation biophysique des sols Corine Land Cover (CLC), est marquée par l'importance des forêts et milieux semi-naturels (80,6 % en 2018), en diminution par rapport à 1990 (85,1 %). La répartition détaillée en 2018 est la suivante : forêts (78,5 %), zones urbanisées (19,4 %), milieux à végétation arbustive et/ou herbacée (2,1 %). L'évolution de l’occupation des sols de la commune et de ses infrastructures peut être observée sur les différentes représentations cartographiques du territoire : la carte de Cassini (XVIIIe siècle), la carte d'état-major (1820-1866) et les cartes ou photos aériennes de l'IGN pour la période actuelle (1950 à aujourd'hui).

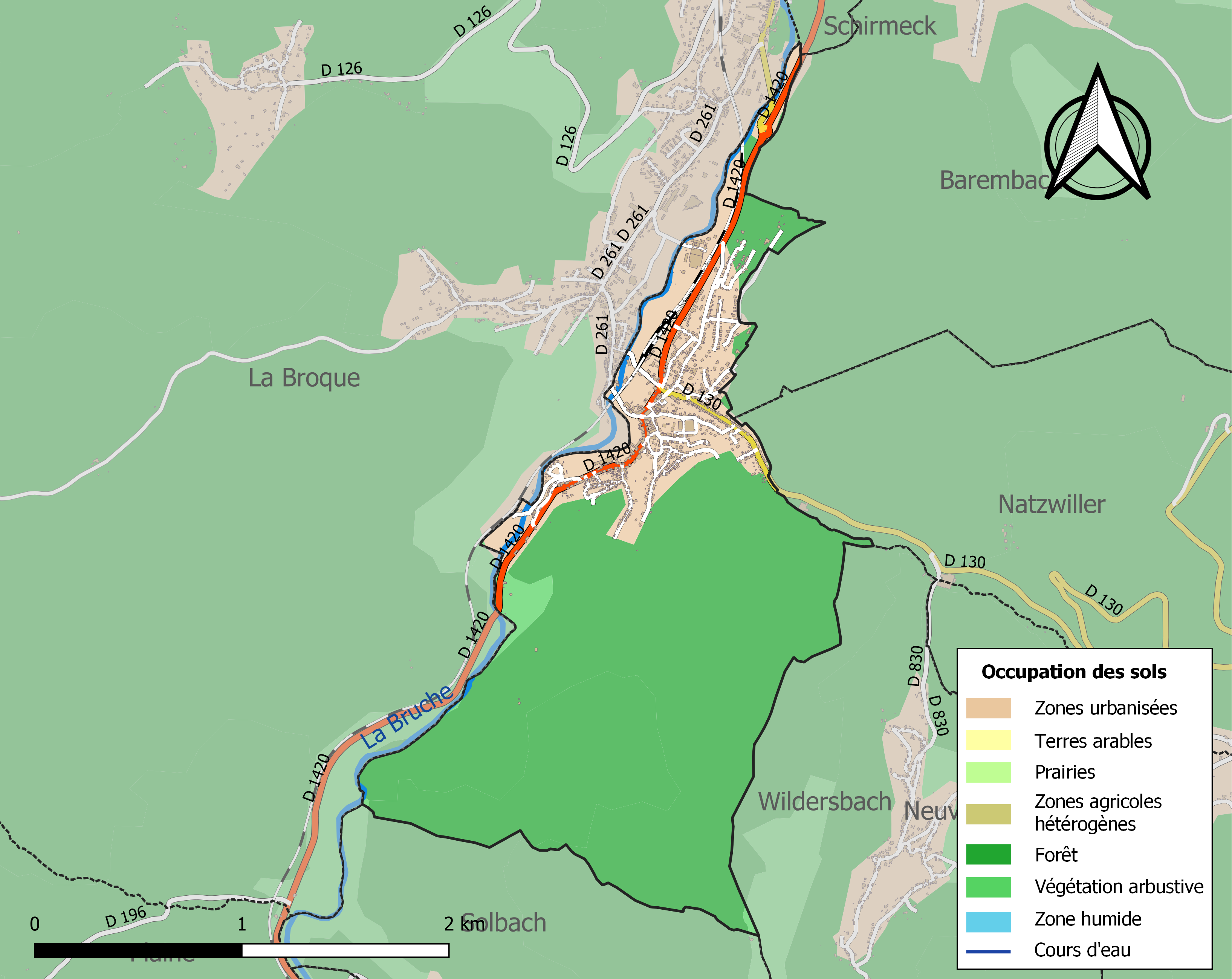
Carte des infrastructures et de l'occupation des sols de la commune en 2018 (CLC).

## Histoire
La première mention de Rothau est de 1398 (Roto). La localité faisait partie de l'ancienne seigneurie du Ban de la Roche dont elle était la capitale administrative au XVIe siècle (après la destruction du château médiéval en 1469 - le château de la Roche à Bellefosse) et siège des paroisses du Ban de la Roche.

### Temps modernes et legs religieux
La localité a également été à partir du XVIe siècle sous l'administration des comtes de Veldenz. 
La guerre de Trente Ans (1618-1648) ne semble avoir affecté le Ban de la Roche que vers 1633. Quoique le secteur de Rothau ne fut touché qu'à une date relativement tardive de ce long conflit, celui-ci causa de nombreux dégâts notamment sous forme de pillages. Les exploitations agricoles et minières furent de même très endommagées, par les passages de soldats puis de pillage. 
En 1648, Rothau comme une grande partie de l'Alsace est cédée au royaume de France. Au XVIIIe siècle, Rothau devient un centre sidérurgique, animé par la famille de Dietrich et concurrent des Forges de Framont-Grandfontaine .
Rothau fut une localité de confession protestante puisqu'elle avait été autrefois une composante communautaire du Ban de la Roche. Étant toutefois située au plein centre de la vallée de la Bruche, à la croisée de celle-ci avec la vallée de la Rothaine comprenant trois localités en amont ; Rothau a vu très vite augmenter sa population avec, notamment, les installations de forges et, plus tard, de filatures. Rothau est dès lors devenue une commune biconfessionnelle, à la fois protestante et catholique.
De 1725 à 1863, Rothau eut ainsi la particularité d'être une commune disposant d'un simultaneum, c'est-à-dire d'une église unique affectée aux deux confessions, catholique et protestante. Des horaires furent établis afin que les habitants puissent y pratiquer leur culte. Cette pratique du simultaneum faisait de Rothau une exception pour le territoire vosgien, dans lequel la confession catholique était largement dominante. Il fallut attendre l'arrivée du curé Charles Lamy, en 1837, pour changer les choses. Il demanda l'avis des habitants quant à la pratique du simultaneum. Contrairement à d'autres cas, ceux-ci ne se disputaient pas l'édifice, mais pensaient cependant que cette situation ne pouvait durer. En effet, des situations conflictuelles ont déjà eu lieu lorsque les horaires d'église, changeants, n'étaient pas toujours précisés. Notons que l'église catholique est caractérisée par une longue appartenance au doyenné d'Obernai dans le diocèse de Strasbourg 
Ainsi dans les décennies suivantes, les protestants avaient  pour objectif la construction d'un temple. A cette fin il leur fallut demander au préfet de l'Empire des subventions qui finirent par être accordées. Le temple luthérien fut dès lors construit entre 1861 et 1862 et son inauguration eut lieu l'année d'après. La fin du simultaneum fut ensuite proclamée par le préfet. Cependant, l'ancienne église biconfessionnelle était en piteux état. A sa place fut érigée l'actuelle église catholique, en 1868. Celle-ci fut consacrée en 1874 par l'évêque de Saint-Dié-des-Vosges.

### Période contemporaine
Après la Révolution, une commune française est formée à Rothau, en 1790, insérée alors dans le canton de Rosheim, district de Sélestat et département du Bas-Rhin. Mais l'annexion de la principauté de Salm-Salm, autrefois indépendante, par la Convention en mars 1793 bouleverse les équilibres et incite les autorités françaises à réorganiser le district de Senones le 20 Pluviôse an III.La commune, comme la plupart de celles du haut de la vallée de la Bruche, intègre le département des Vosges, mais reçoit le statut de chef lieu de canton comprenant cinq municipalités Natzviller, Neuviller, Rothau, Waldersbach et Wildersbach. Rothau après l'arrêt consulaire du 11 octobre 1801 (19 vendémiaire an X) concernant le département des Vosges et sa concentration/simplification administrative redevient une simple commune de l'arrondissement de Saint-Dié et du canton de Schirmeck. 

Vues de Rothau
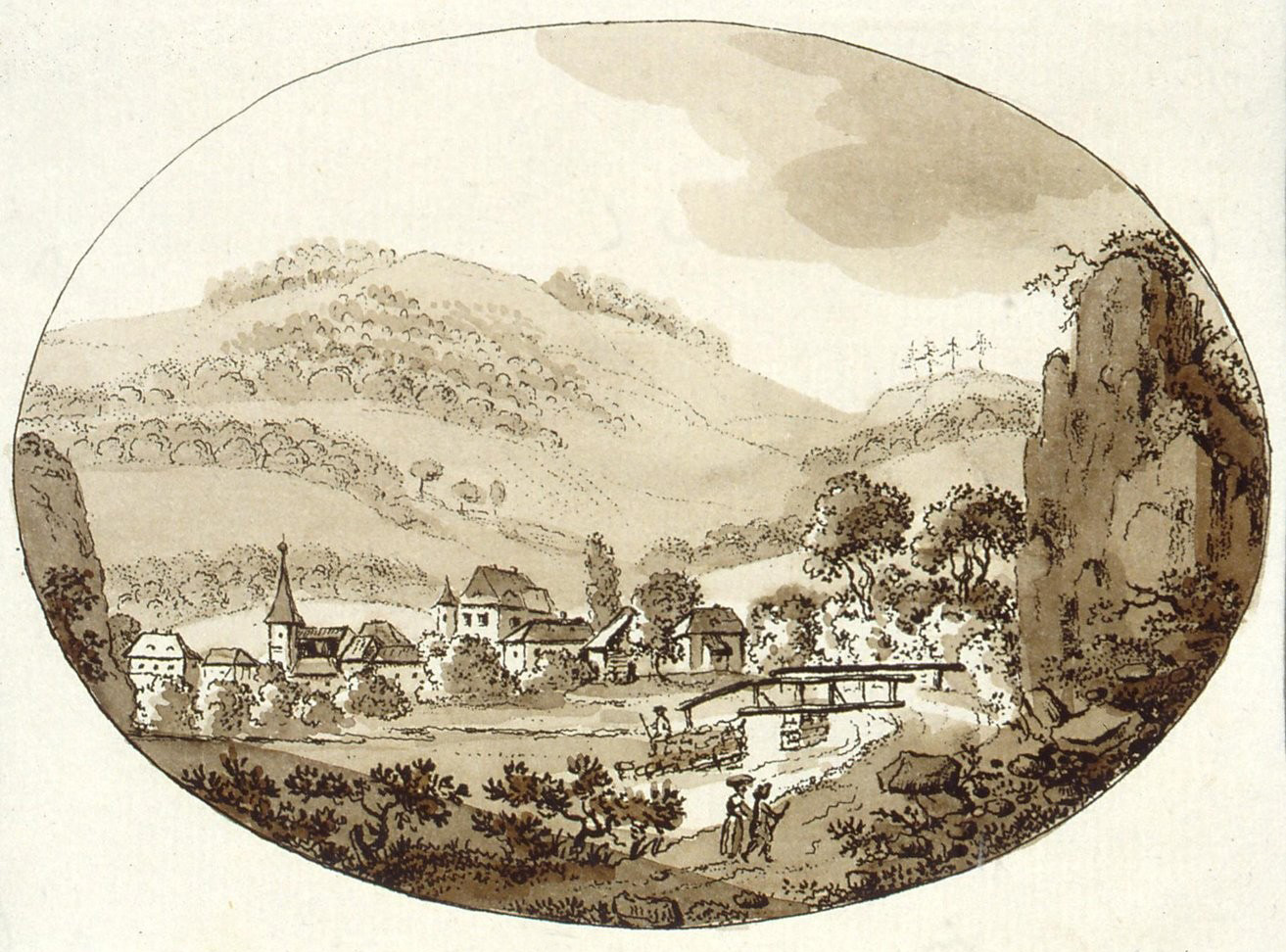
François Walter, 1798.
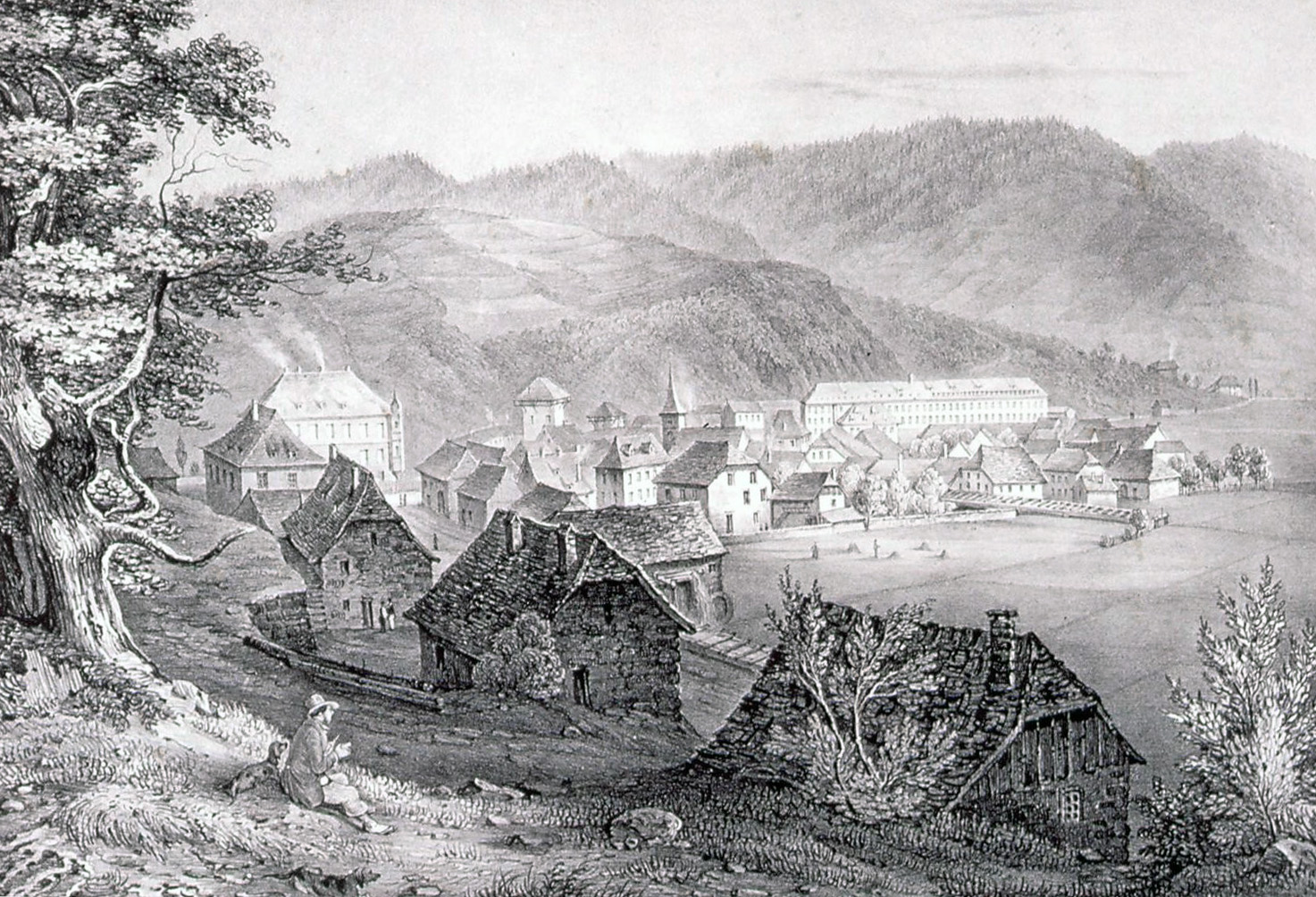
Théodore Müller et Frédéric-Émile Simon, 1837.
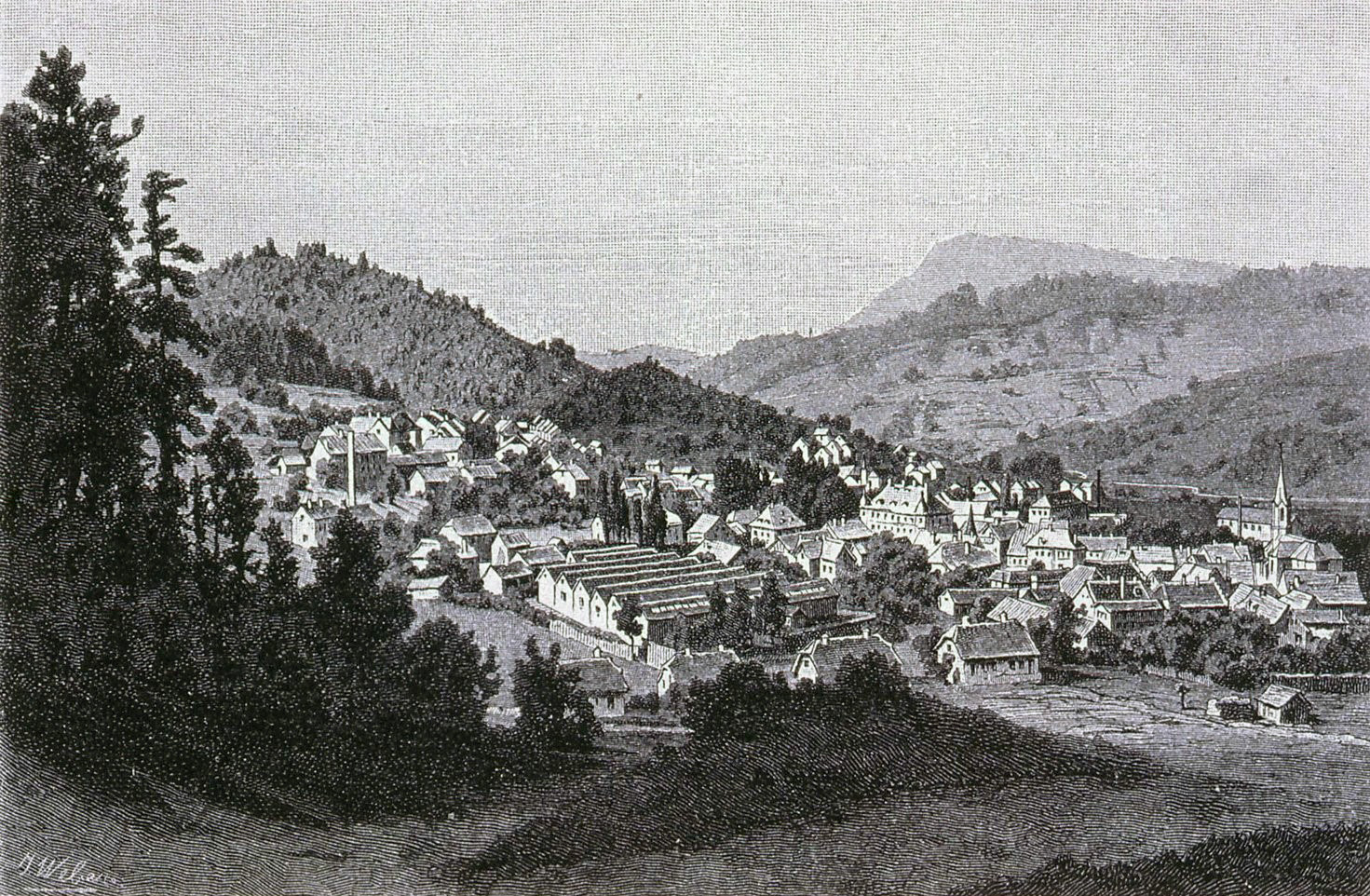
J. Weber, 1891

Aux XVIIIe et XIXe siècles, c'était l'apogée de la manufacture d'armes blanches de Klingenthal, unique dans tout le royaume de France. Cette fabrique « vallée des lames » pour ainsi dire son nom, s'approvisionnait en grande partie aux forges de Rothau et de Framont, de Baerenthal et des petites forges actives au nord de l'Alsace pullulant de gisements miniers de fer car les armes qu'elles fabriquaient avec un grand art valaient cher et étaient très estimées. Les armées napoléoniennes équipées par l'arsenal militaire de Strasbourg pouvaient ainsi sillonner l'Europe avec un attirail militaire dont les matières premières de base, minerai de fer et charbon de bois, provenaient en grande part de Rothau et de Framont. 
En 1796, Jean Albert Frédéric Dietrich, qui dirige les Forges du Bas-Rhin et de Rothau tire la sonnette d'alarme concernant l'approvisionnement en minerai local. L'homme de l'art, mais aussi habile financier, porte sa réclamation plaintive au Directoire exécutif : la forge de Rothau, si utile aux armées, est proche d'une cessation d'activité faute de minerai de qualité. Il exige une concession de mines dans les quatre cantons qui entourent Rothau. Le conseil des mines de la République estime sa demande, mais ne lui accorde que les anciens secteurs miniers de Plaine et Champenay, à condition qu'il réaménage proprement l'ensemble des sites en déshérence. Il semble, d'après les archives historiques et les observations d'archéologie minière, que l'industriel des forges n'ait donné suite à cette proposition, du moins par des investissements.
Les dernières mines de Rothau épuisées, qui fournissaient les forges dudit village, laissent encore aujourd'hui des traces en forêt évoquant d'anciennes carrières. Elles se localisent notamment au Bambois (forêts communales de Natzwiller et de Grendelbruch). À ces endroits se trouve la grotte des partisans. Comme son nom l'indique, elle a fait objet de refuge à Nicolas Wolff, maire bonapartiste sous le Premier Empire.
Les forges de Rothau, en difficulté, sont acquises quelques mois avant le début du Consulat par Louis Champy, propriétaire des mines et forges de Framont. Mais si la vieille sidérurgie au charbon de bois, dans les vallées vosgiennes enclavées, décline dès les années 1830, la société anonyme des Forges de Framont fondée en capital en 1837 fait encore avaliser par le service des mines dirigé à Strasbourg par Édouard de Billy entre septembre 1838 et début 1939 deux concessions minières indépendantes, la grande "concession de la Rothaine" de 6 km carré 77 ha et 5 ares et la petite "concession du Bannwald" de 8 ha 63 ares. Au nord-est le ruisseau de Rothaine forme la limite de la grande concession depuis son confluent avec la Bruche jusqu'à l'embouchure du ruisseau de la Voite Basse, à l'orient de ce lieu en ligne droite vers la pierre borne au sommet du Chenot de Neuwiller, puis au sud-est de ladite pierre borne jusqu'à l'angle saillant du département du Bas-Rhin, sur le chemin du Solbach au Haut-Boerhohe, au sud-ouest de ce point vers le hameau de Solbach, jusqu'à descendre ledit ruisseau vers sa confluence avec la Bruche, en fin à l'ouest pour clore en suivant le cours de la rivière Bruche vers sa confluence avec la Rothaine. Ce n'est qu'en 1869 que la société héritière des concessions de Framont-Rothau, Couleux, Sütterlin et Cie, renonce, pour minimiser son déficit, à la concession des mines de fer de Rothau. 
Dans les années 1830, Rothau, centre minoré, délaisse vite la métallurgie et accueille pour garder sa main d'œuvre le textile. L'industriel Pranberger transforme les solides bâtiments abritant laminoirs, forges et martinets avec les prises d'eau sur la rivière Bruche en tissage mécanique. En 1839, la commune habilement administrée par le maire Brignon et son adjoint Widemann compte plus de 914 habitants, selon le recensement de 1836.
À la suite du traité de Francfort, en mai 1871, le canton de Schirmeck et une moitié du canton de Saales jusqu'à la ligne de crête ou le col, soustraits au département des Vosges et l'arrondissement de Saint-Dié sont annexés par le Reich de Guillaume Ier, rejoignant un nouveau Land d'Alsace-Lorraine en formation. L'allemand devient une langue d'administration et d'éducation prioritaire, non sans adaptation progressive, respectant un bilinguisme théorique, dans la montagne vosgienne.
Selon la carte d'état-major, au milieu du XIXe siècle, l'agglomération se concentrait encore exclusivement au sud de la Rothaine, territoire initial du village qu'il appartenait à la prévôté du Ban de la Roche sous l'Ancien Régime. Selon les anciens recensements de 1880, seules les rues de la Renardière, du Heydé et de la Bessate portent toujours le même nom aujourd'hui.
Le 1er octobre 1890 est inaugurée la ligne ferroviaire Rothau-Saales, construite par la Kaiserliche General-Direktion der Eisenbahn in Elsass-Lothringen. Si le Land a payé 9507600 marks pour l'aménagement ferroviaire, l'état allemand, nommé Reich, a participé aux travaux pour plus d'un quart, en déboursant 373000 marks.
À la fin du XIXe siècle, un pionnier de l'industrie nommé Gustave Steinheil fait construire une grande usine qui emploie de nombreuses personnes issues de toute la vallée.

### Période récente
L'implantation industrielle durable, en particulier l'usine Steinheil et ses services, provoque des mutations insensibles de l'urbanisme. Les habitations vont progressivement se construire sur le territoire nord de la Rothaine et au lieu-dit la Claquette (annexe de La Broque). Aujourd'hui, la population de Rothau est sensiblement répartie aussi bien au nord qu'au sud de la rivière.
En 1940, la commune devint lieu d'accueil des habitants évacués de Schirrhein.
L'usine Steinheil a fini par fermer définitivement en 2005, et être démantelée à partir de 2013.

## Toponymie
Roto en 1371.
En welche, on dit Rôte ou Ronte et en alsacien, Rodöü ou Ruudöi.

## Politique et administration

### Jumelages

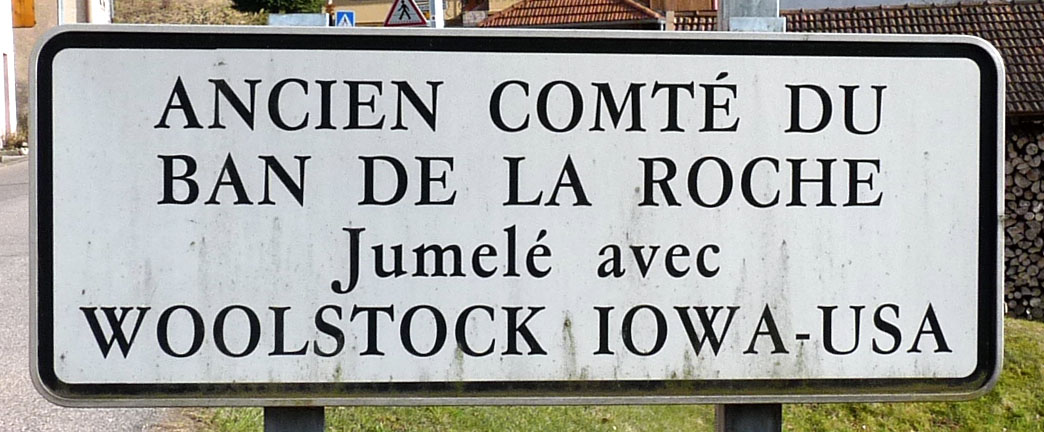
Jumelage avec Woolstock.

Comme sept autres communes du Ban de la Roche (Bellefosse, Belmont, Fouday, Neuviller-la-Roche, Solbach, Wildersbach et Waldersbach), Rothau est jumelée depuis le 15 juillet 1984 avec Woolstock, une petite localité américaine de l'Iowa qui a accueilli au XIXe siècle des immigrants en provenance du Ban de la Roche.

## Population et société

### Démographie
L'évolution du nombre d'habitants est connue à travers les recensements de la population effectués dans la commune depuis 1793. Pour les communes de moins de 10 000 habitants, une enquête de recensement portant sur toute la population est réalisée tous les cinq ans, les populations de référence des années intermédiaires étant quant à elles estimées par interpolation ou extrapolation. Pour la commune, le premier recensement exhaustif entrant dans le cadre du nouveau dispositif a été réalisé en 2005.

En 2022, la commune comptait 1 481 habitants, en évolution de −5,97 % par rapport à 2016 (Bas-Rhin : +3,17 %, France hors Mayotte : +2,11 %).
| 1793 | 1800 | 1806 | 1821 | 1831 | 1836 | 1841 | 1846  | 1851  |
| ---- | ---- | ---- | ---- | ---- | ---- | ---- | ----- | ----- |
| 540  | 554  | 587  | 702  | 819  | 914  | 959  | 1 009 | 1 132 |

| 1856  | 1861  | 1866  | 1871  | 1875  | 1880  | 1885  | 1890  | 1895  |
| ----- | ----- | ----- | ----- | ----- | ----- | ----- | ----- | ----- |
| 1 361 | 1 500 | 1 495 | 1 502 | 1 409 | 1 454 | 1 440 | 1 574 | 1 586 |

| 1900  | 1905  | 1910  | 1921  | 1926  | 1931  | 1936  | 1946  | 1954  |
| ----- | ----- | ----- | ----- | ----- | ----- | ----- | ----- | ----- |
| 1 726 | 1 780 | 1 786 | 1 624 | 1 627 | 1 575 | 1 578 | 1 607 | 1 713 |

| 1962  | 1968  | 1975  | 1982  | 1990  | 1999  | 2005  | 2006  | 2010  |
| ----- | ----- | ----- | ----- | ----- | ----- | ----- | ----- | ----- |
| 1 897 | 1 886 | 1 780 | 1 596 | 1 583 | 1 557 | 1 581 | 1 572 | 1 589 |

| 2015  | 2020  | 2022  | - | - | - | - | - | - |
| ----- | ----- | ----- | - | - | - | - | - | - |
| 1 554 | 1 529 | 1 481 | - | - | - | - | - | - |

## Culture locale et patrimoine

### Lieux et monuments
- Le « château », demeure seigneuriale du XVIe siècle édifiée par la famille de Rathsamhausen et ayant appartenu à la famille de Dietrich qui possédait le comté du Ban de la Roche.
- L'église catholique, dont l'érection date de 1870, et le temple luthérien néo-Renaissance dont l'érection date de 1863, édifice construit quant à lui par l'architecte Louis-Michel Boltz.

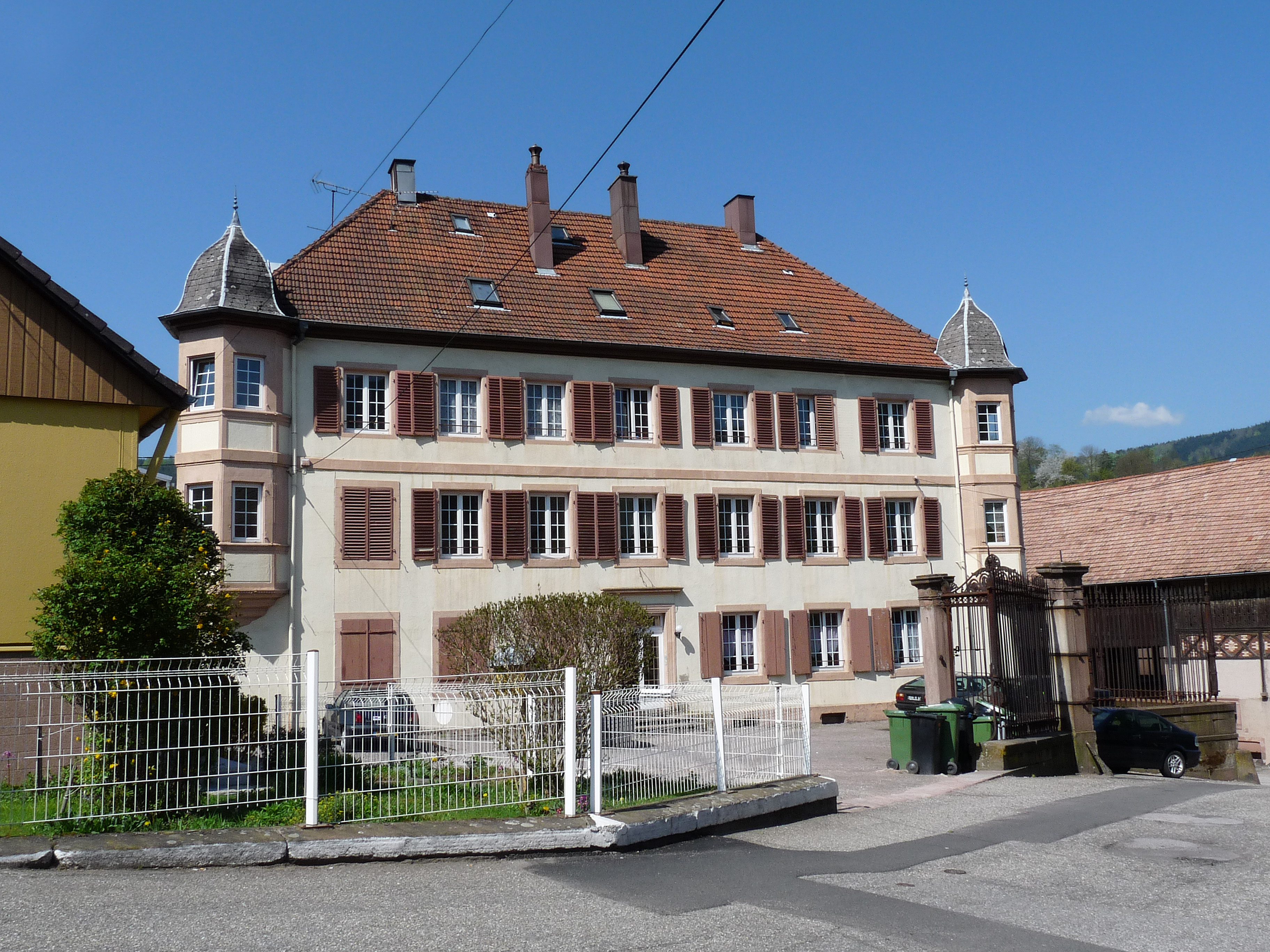
Château de la famille de Dietrich.
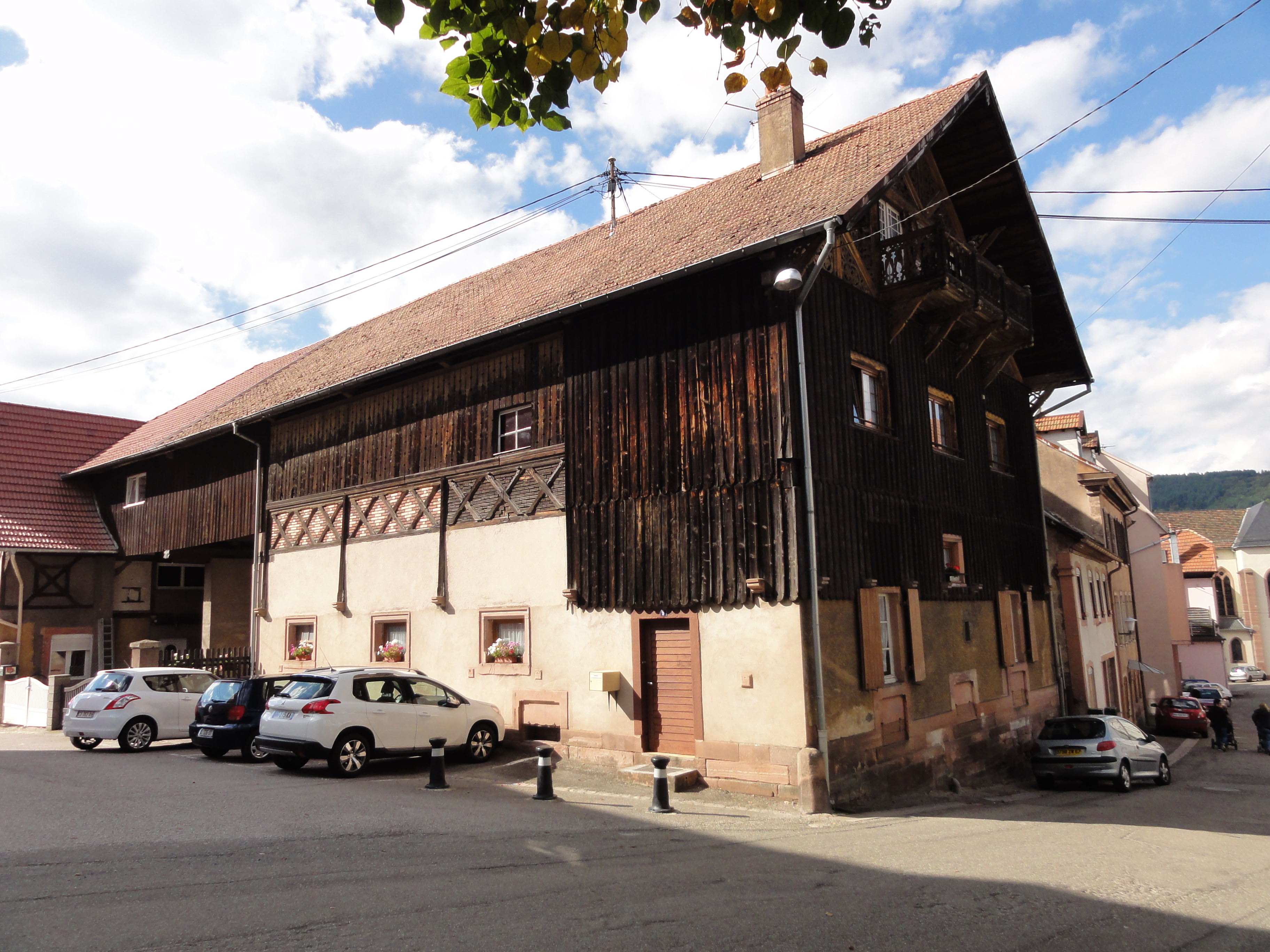
Anciennes écuries du château (XIXe), 9 rue du Château.
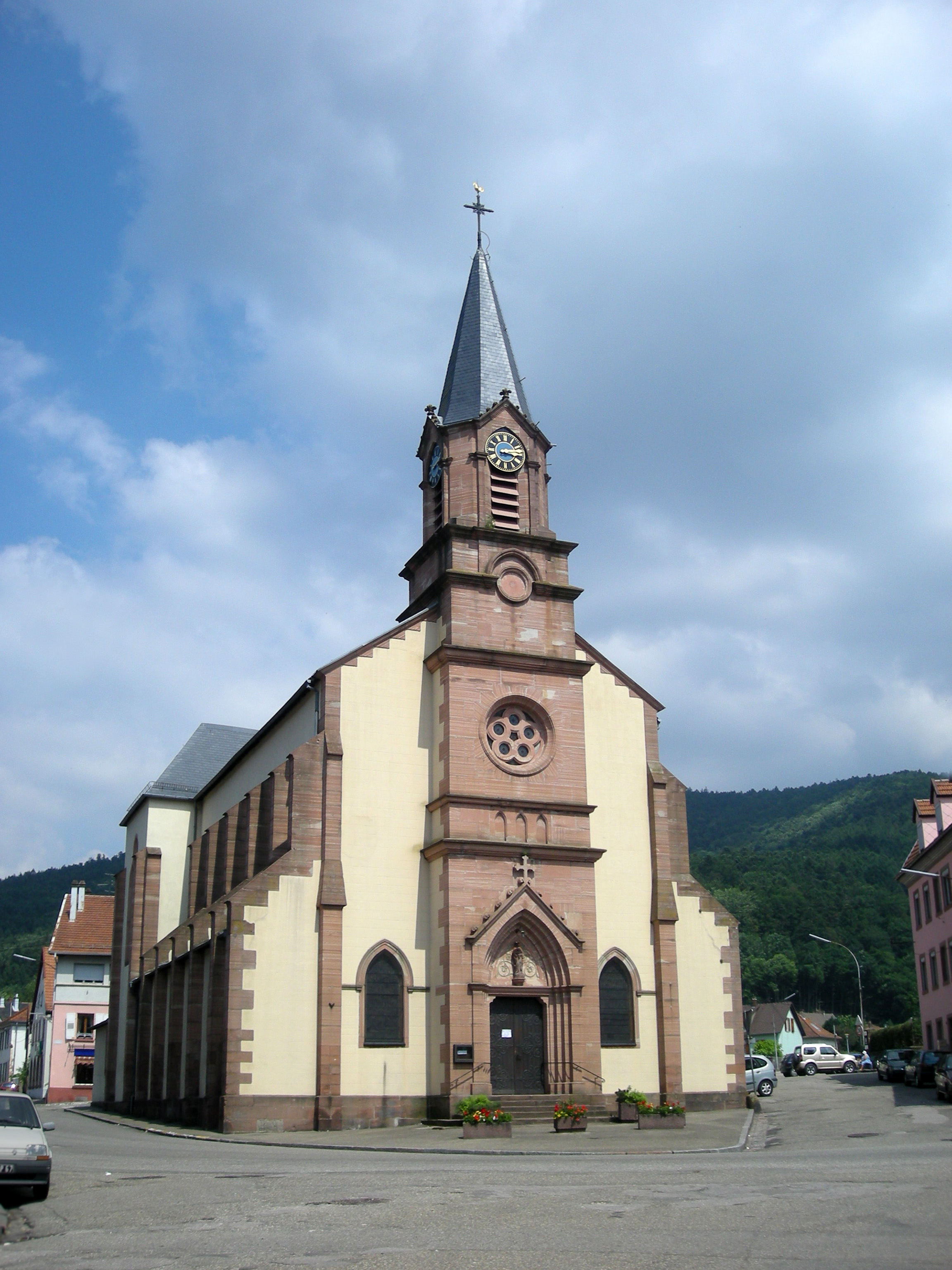
Église catholique Saint-Nicolas.
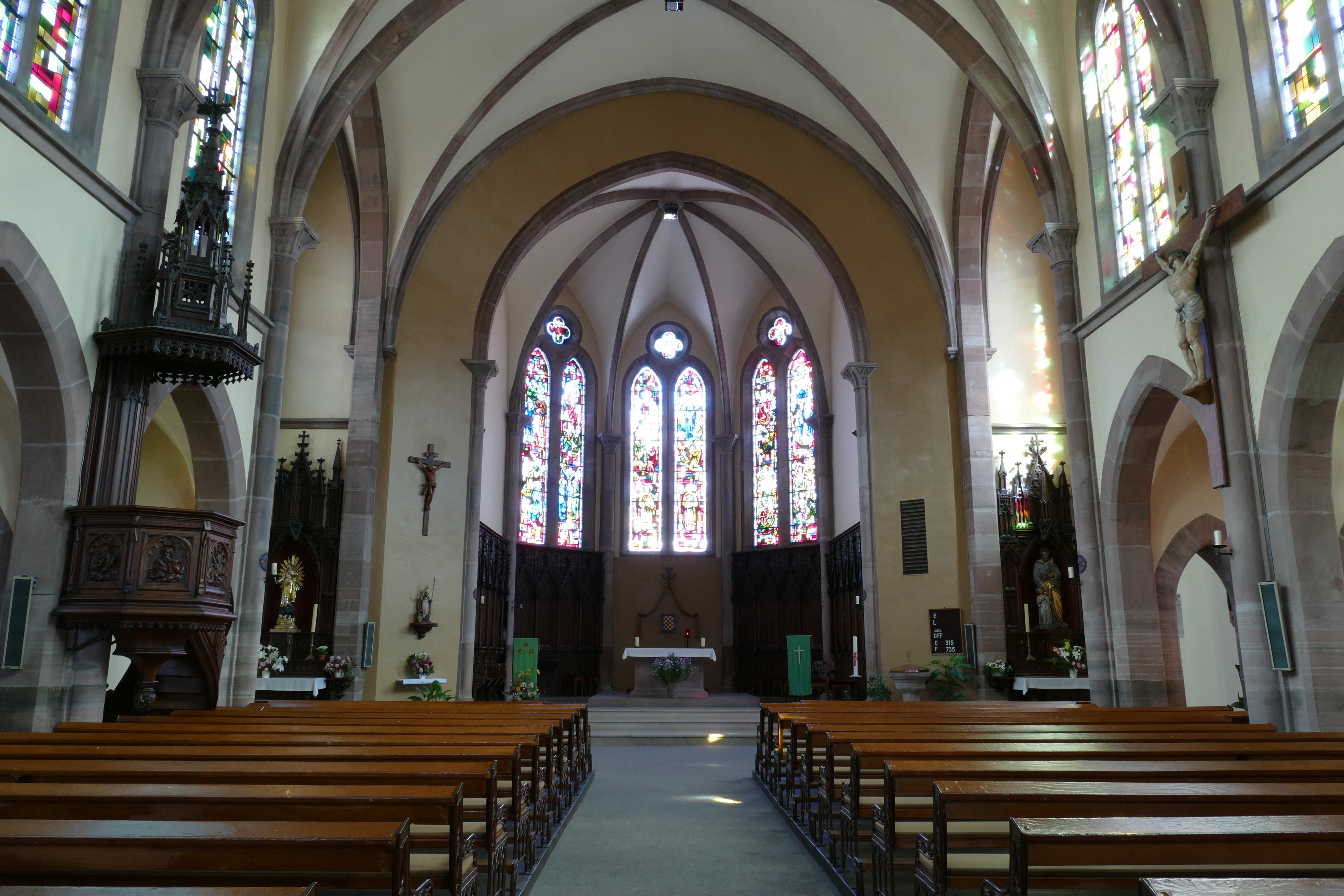
Vue intérieure de la nef vers le chœur.
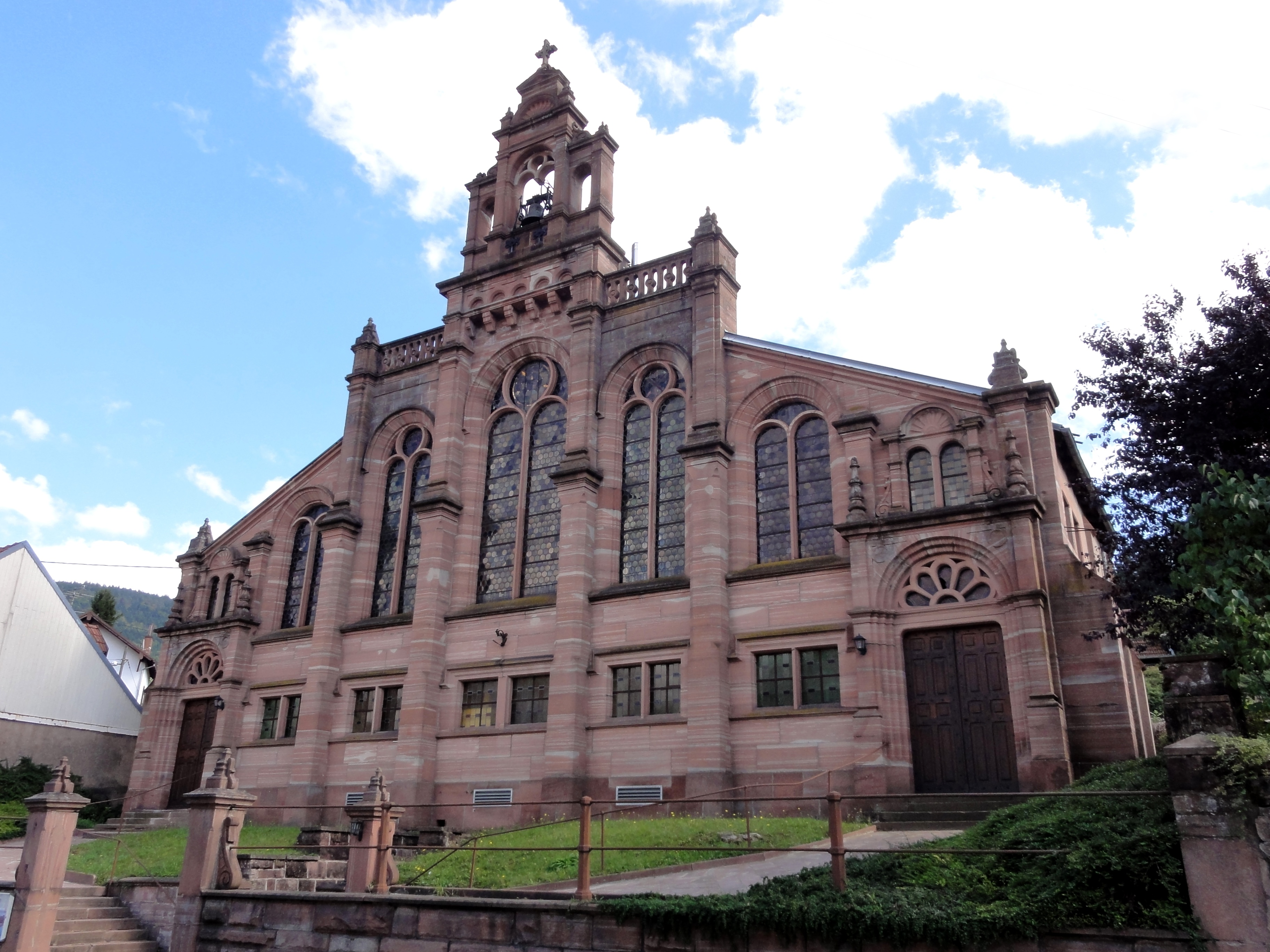
Église protestante (1862), Grand'Rue.
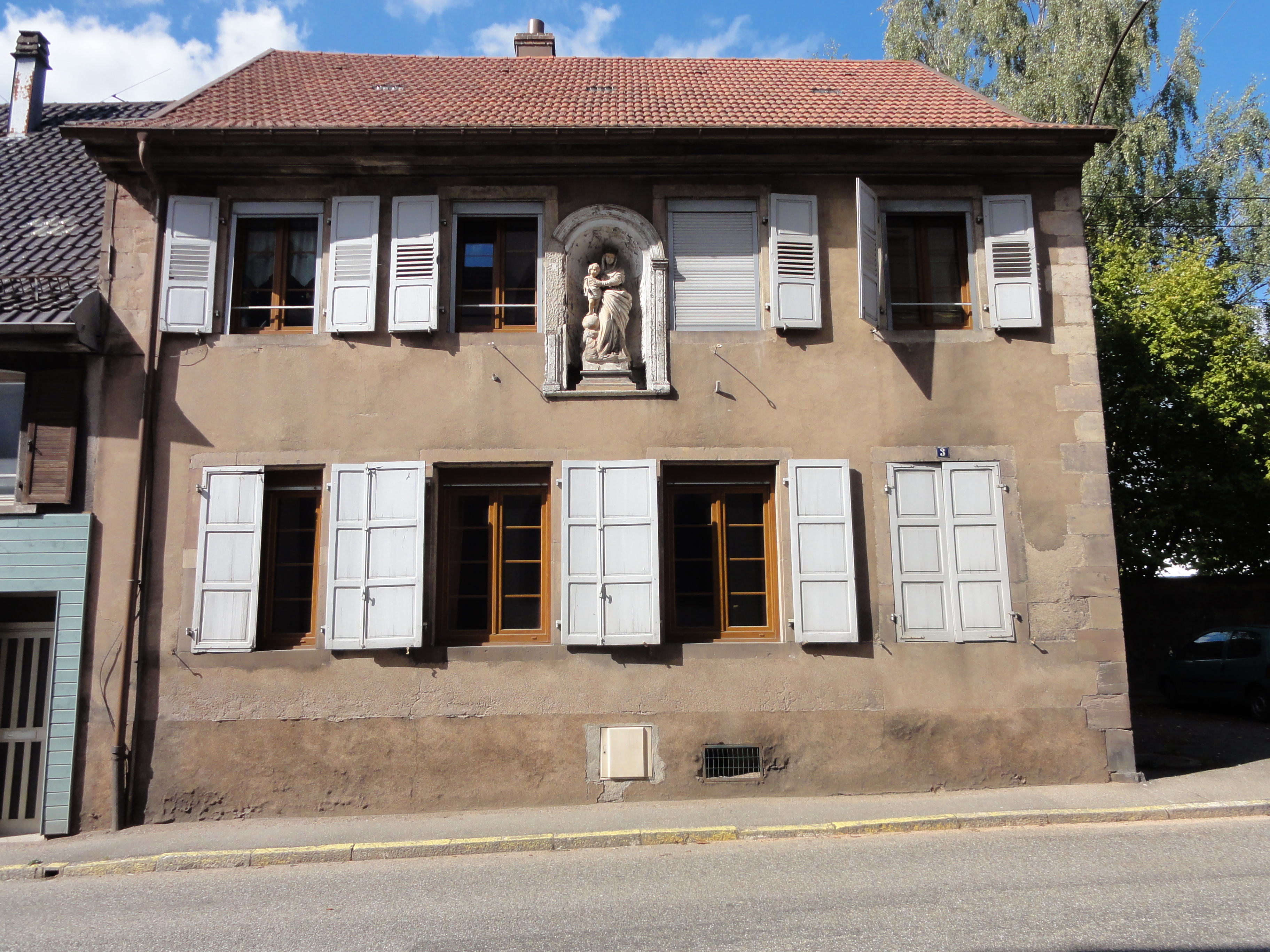
Maison, 3 place du Général-de-Gaulle.
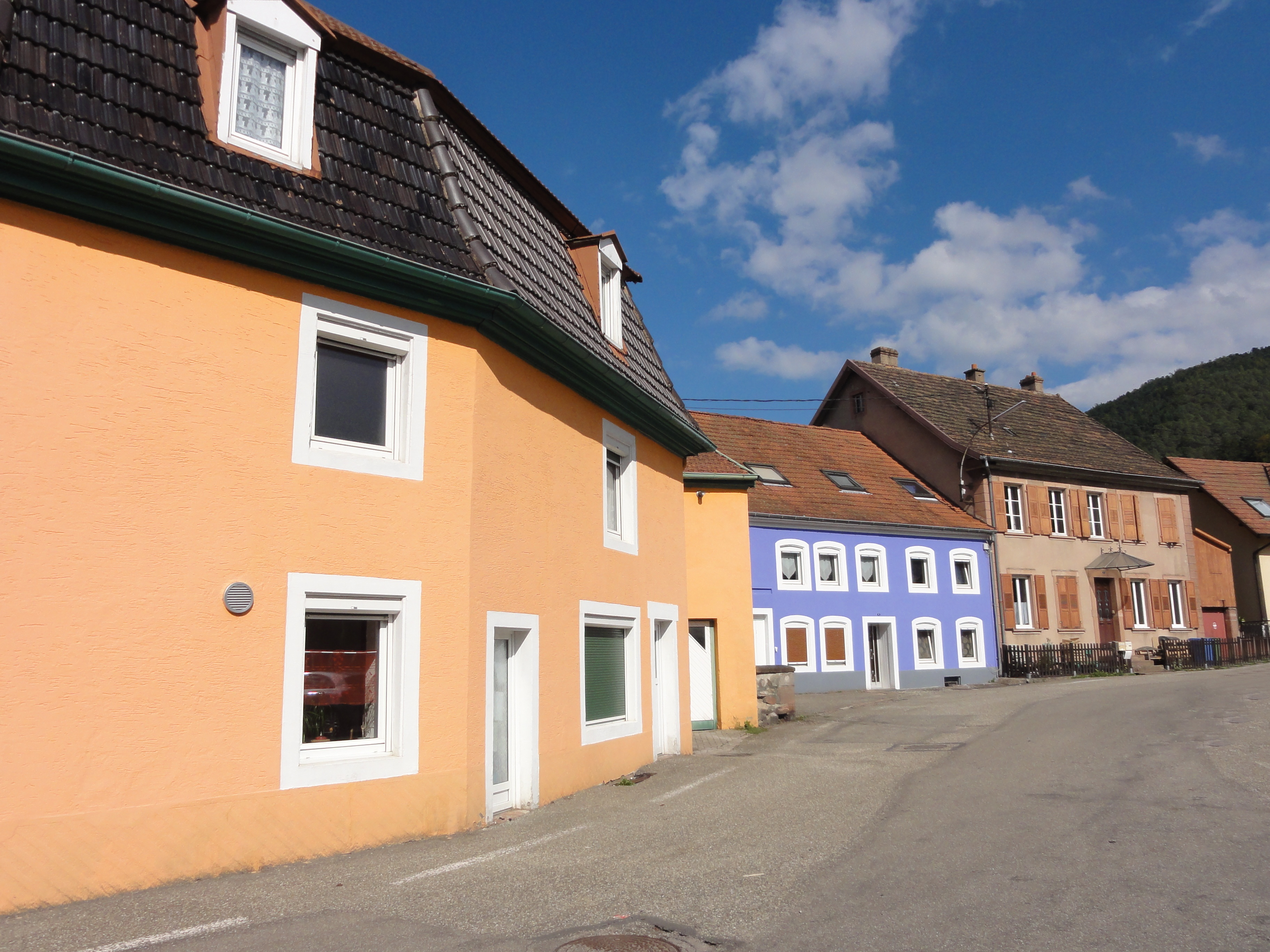
Rue de la Fonderie.
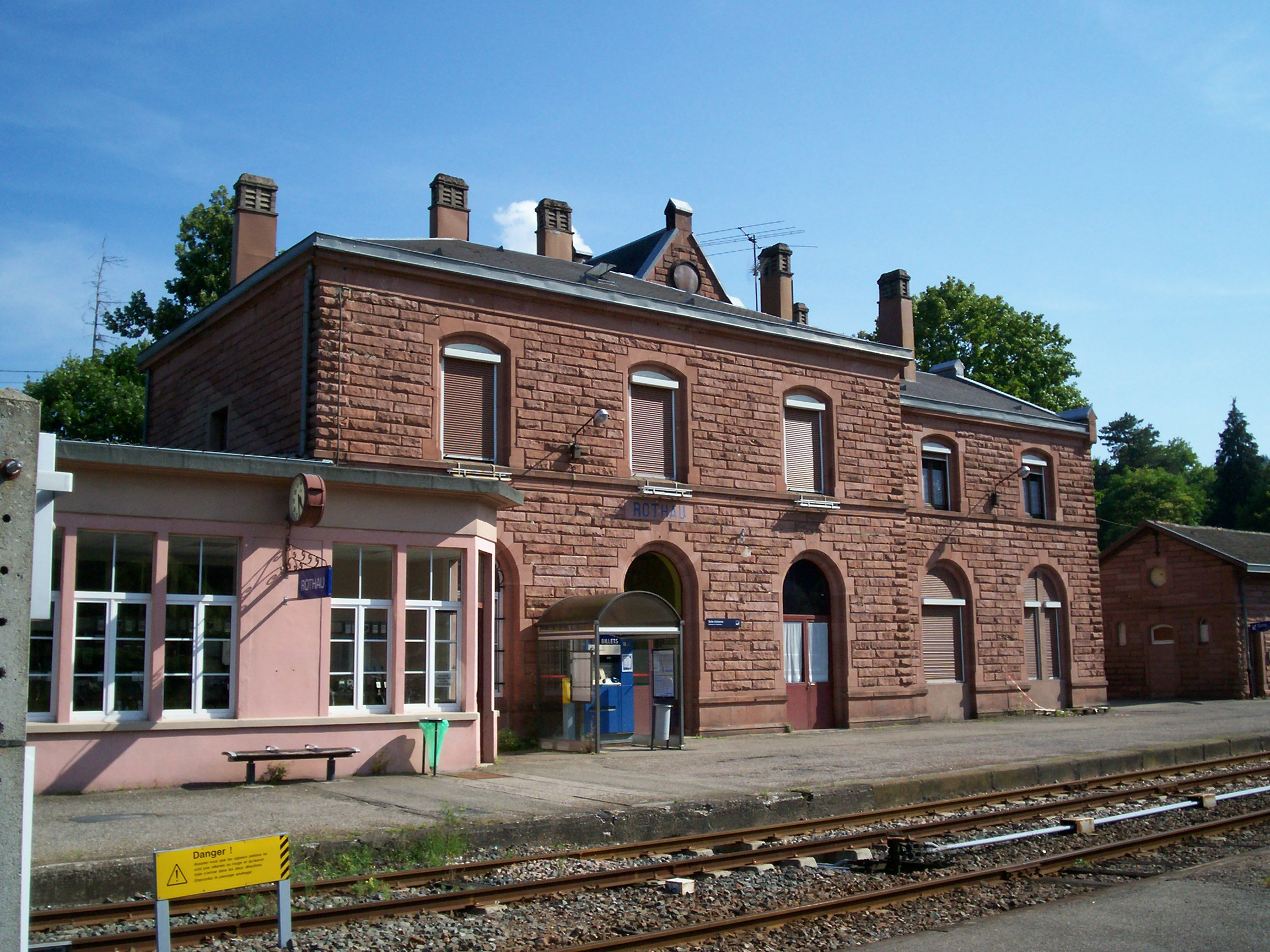
La gare de Rothau.

### Personnalités liées à la commune

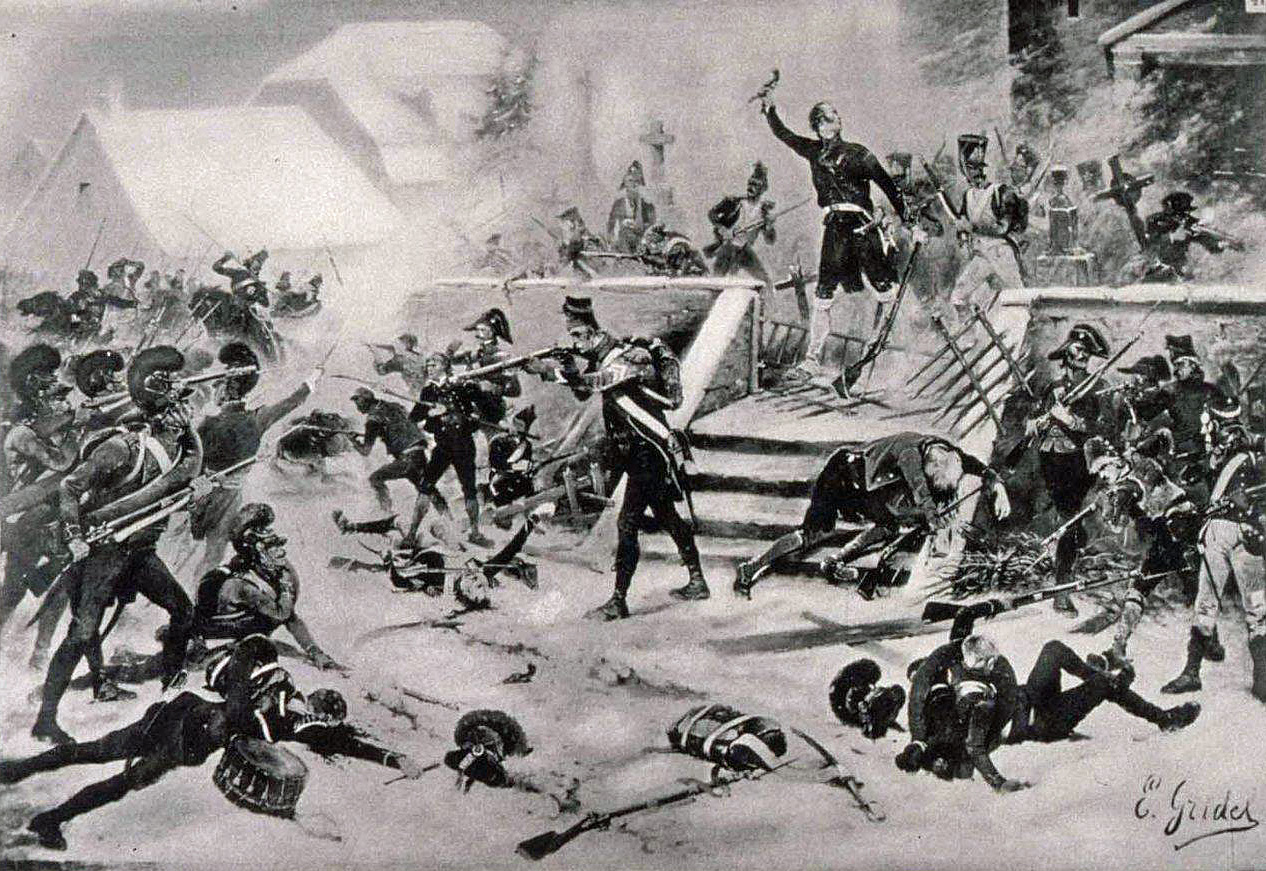
La défense du cimetière de Rothau par Nicolas Wolff et les partisans vosgiens, le 6 janvier 1814.

- Nicolas Wolff (alias Wolf)[37],[38],[39],[40], né à Rothau le 6 décembre 1761 et mort le 4 janvier 1846 à Colmar, maire et directeur des forges du Framont, rallié à l'empereur Napoléon pour mener la bataille de Rothau contre les coalisés russes et autrichiens.
- Théodore Boeckel, né à Rothau en 1802, médecin, fils du pasteur  Jonas Boeckel et père d'Eugène Boeckel.
- Gustave Brion, né à Rothau en 1824 et décédé en 1877, peintre de la vie alsacienne.
- Paul Lederlin, né à Rothau en 1868 et décédé en 1949, industriel du textile et homme politique.
- Louis Champy, né à Rothau en 1870 et décédé en 1955, ingénieur du corps des mines.
- Victor Beyer, historien de l'art et conservateur de musées, y séjourne pendant son enfance (son père est directeur du tissage). Est inhumé au cimetière de Rothau.

### Héraldique
| Blason de Rothau | Blason  | De gueules aux trois tours d'argent, ajourées de sable. |
| Blason de Rothau | Détails |                                                         |